# John Landy
John Michael Landy (Melbourne, 12 aprile 1930 – 24 febbraio 2022) è stato un politico e mezzofondista australiano.

## Biografia
Già ai tempi del liceo Landy si applicò alle gare di corsa, specializzandosi nei 1500 metri. Si laureò in agronomia all'università di Melbourne nel 1954, stesso anno in cui ottenne il record nei 1500, detenendolo fino al 1955. Nel 1956 fu scelto per pronunciare il giuramento olimpico ai giochi di Melbourne del 1956, durante i quali vinse la medaglia di bronzo.
Landy ottenne nella sua terra molta popolarità che conservò negli anni, tanto che nel 2001 fu nominato governatore dello stato australiano di Victoria, carica politica per lo più onorifica ma di grande prestigio che tenne fino al 2006.